# Aquivion PFSA
L'Aquivion PFSA è uno  ionomero perfluoro-alcan-solfonico prodotto da Solvay Group in Italia presso lo stabilimento di Spinetta Marengo
Le molecole di Aquivion PFSA sono costituite da una catena principale di politetrafluoroetilene su cui sono presenti sostituenti che terminano con gruppi acidi solfonici (-CF2-SO3H). Per via della sua struttura è resistente all'ossidazione e grazie all' alta elettronegatività del Fluoro si comporta come un superacido (pKa Hammett = -12 ) 
L'Aquivion PFSA viene utilizzato principalmente nelle membrane a scambio protonico presenti all'interno delle celle a combustibile e negli elettrolizzatori.

## Produzione
In modo simile al Nafion l'Aquivion PFSA viene prodotto per copolimerizzazione radicalica fra il tetrafluoroetilene e il fluoro-sulfonil-vinil-etere CF2=CF-O-CF2-CF2-SO2F (1,1,2,2-tetrafluoro-2-(1,2,2-trifluoroetenil-ossi)-etan-sulfonil-fluoruro)
n CF2=CF2 + m CF2=CF-OC2F4SO2F -> -(CF2CF2)n(CF2CF(OC2F4SO2F)m-
Successivamente si procede a trasformare le funzionalità fluorosolfoniche in gruppi alcan-solfonici per idrolisi alcalina e scambio ionico.
-(CF2CF2)n(CF2CF(OC2F4SO2F)m- + m OH- -> -(CF2CF2)n(CF2CF(OC2F4SO3H)m- + m F-

## Applicazioni
L'Aquivion PFSA viene utilizzato :
- nelle membrane a scambio protonico presenti all'interno delle celle a combustibile.[4]
- negli elettrolizzatori per la produzione di idrogeno e ossigeno oppure nel processo cloro-soda.
- come catalizzatore acido in alcune reazioni chimiche.[5][6]

La presenza di un co-monomero a catena corta (1,1,2,2-tetrafluoro-2-(1,2,2-trifluoroetenil-ossi)-etan-sulfonil-fluoruro) fornisce, a parità di peso equivalente, alle membrane maggiore resistenza meccanica e termica rispetto al  Nafion PFSA.